# フェリックス・スラットキン
フェリックス・スラットキン（Felix Slatkin, ヘブライ語: פליקס סלטקין‎‎, 1915年12月22日 – 1963年2月8日）は、アメリカのヴァイオリニスト、指揮者。ウクライナ系で、元の姓はズロトキン（Злоткин）。同じく指揮者のレナード・スラットキンは息子である。
セントルイスの生まれ。9歳の時にイサドア・グロスマンにヴァイオリンを習い、10歳の時に奨学金を得てカーティス音楽院に進学した。そこでエフレム・ジンバリストにヴァイオリン、フリッツ・ライナーに指揮法を学んでいる。17歳の時にはセントルイス交響楽団の副首席奏者となり、24歳の時にチェリストのエレノア・アラーと結婚し、20世紀フォックス社のオーケストラのコンサートマスターに転出してハリウッド弦楽四重奏団を立ち上げるなどした。第二次世界大戦中はアメリカ空軍に所属し、空軍のオーケストラの指揮者を務めた。1947年よりハリウッド弦楽四重奏団での活動を再開する一方で、コンサート・アーツ管弦楽団を組織したり、ハリウッド・ボウル交響楽団の指揮者を務めたりして、数多くの録音に携わることとなった。
ロサンゼルスにて心臓発作のために急逝。